# Landkreis Berchtesgaden
Der Landkreis Berchtesgaden, bis 1939 Bezirksamt Berchtesgaden, war ein Landkreis im bayerischen Regierungsbezirk Oberbayern. Er ging im Zuge der Gebietsreform 1972 im neuen Landkreis Berchtesgadener Land auf.

## Geschichte

### Bezirksamt Berchtesgaden
Das Bezirksamt Berchtesgaden wurde im Jahr 1862 durch den Zusammenschluss der Landgerichte älterer Ordnung Reichenhall und Berchtesgaden gebildet. Es umfasste bis 1905 insgesamt 24 Gemeinden. Bis zur reichsweiten Änderung der Bezeichnung von Bezirksamt auf Landkreis 1939 reduzierte sich deren Anzahl durch Zusammenschlüsse und Eingemeindungen auf 19 Gemeinden. 1905 wurde die Gemeinde St. Zeno nach Bad Reichenhall eingemeindet. Ein kleiner Teil der Gemeinde kam zur Nachbargemeinde Bayerisch Gmain (bis 1926: Gmain). Am 1. Juli 1909 schlossen sich die Gemeinden Jettenberg (heute: Unter- und Oberjettenberg) und Ristfeucht zur Gemeinde Schneizlreuth zusammen. Am 1. März 1911 wurde Ettenberg in die Gemeinde Landschellenberg eingemeindet.

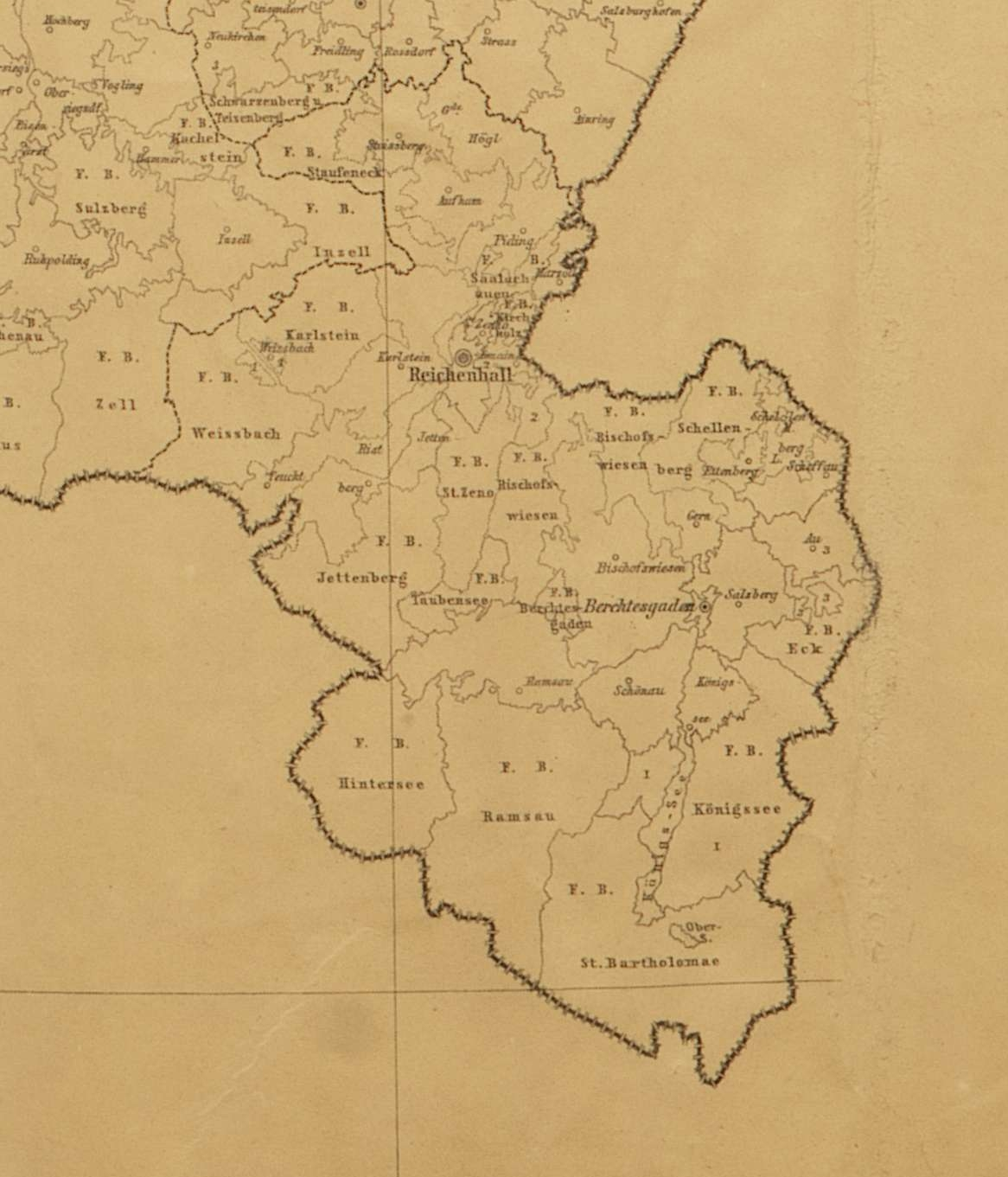
Gemeindegrenzen Bezirksamt Berchtesgaden von 1892, die noch relativ große gemeindefreie Gebiete bzw. F. B. = Forstbezirke enthielten
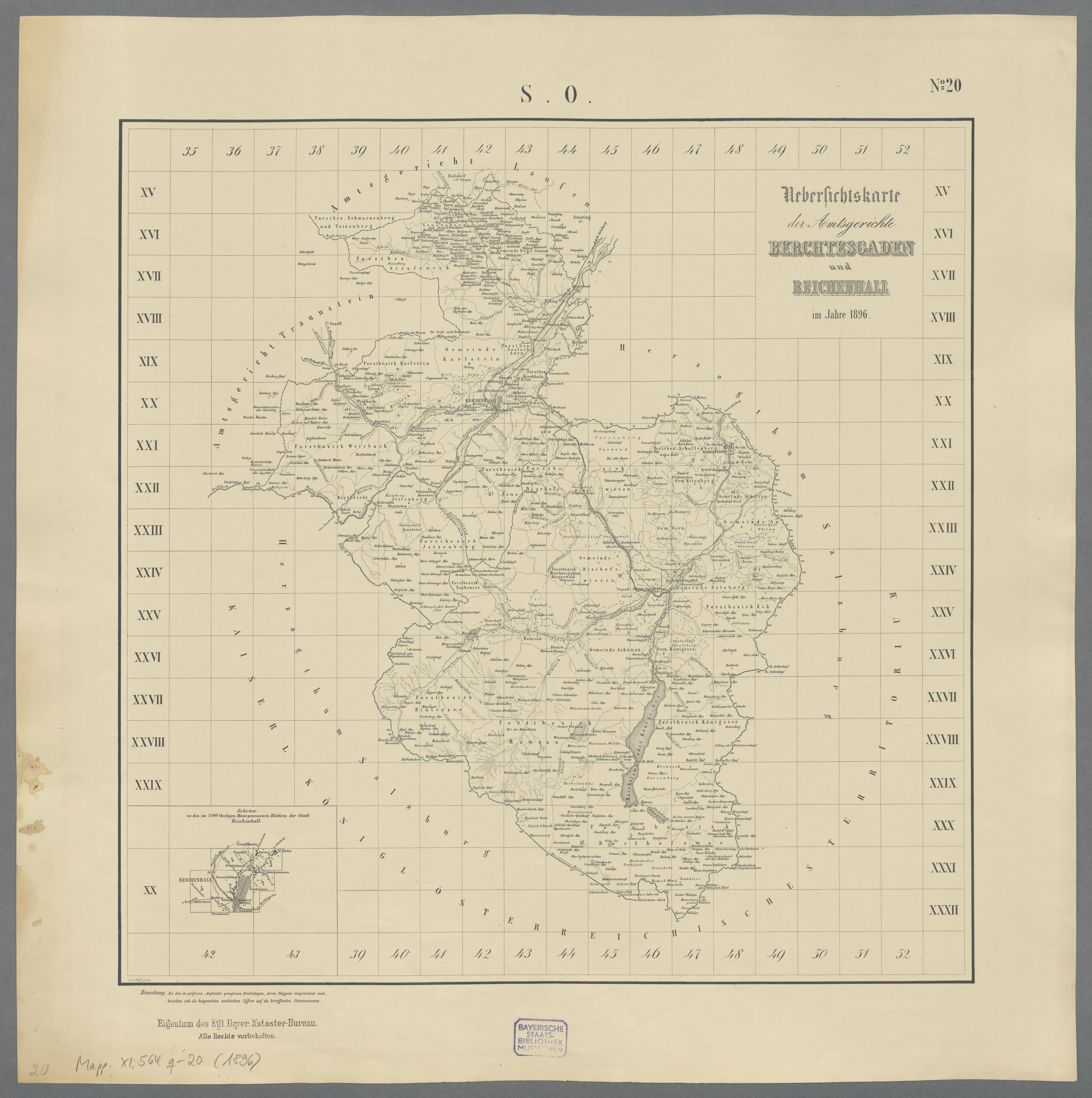
Übersichtskarte der Amtsgerichte Berchtesgaden und Reichenhall im Jahre 1896, die für das Amtsgericht Berchtesgaden auch mit der Auflösung (1803) und Eingliederung (1810) der etwa gebietsgleichen Fürstpropstei Berchtesgaden in das Königreich Bayern die ab 1817 neu bezeichneten Gnotschaften anzeigen.
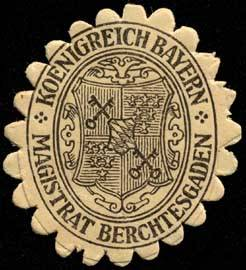
Zwischen 1850 u. 1918 genutzte Siegelmarke

Am 1. Januar 1920 wurden die Distrikte Berchtesgaden und Bad Reichenhall, deren Grenzen sich mit den Amtsgerichtsbezirken deckten, zu einem einzigen Bezirksverband vereinigt. Zuvor gab es eine allgemeine Entschließung vom 14. Juni 1919, den Begriff Distrikt oder dessen Erweiterungen wie Distriktschule etc. in Bezirk und Bezirksschule zu ändern. Die Verwaltung dieses Bezirksverbands wurde erst dem Bezirkstag und Bezirksausschuss, ab 1933 allein dem Kreistag übertragen. Die Stadt Bad Reichenhall wurde am 1. April 1929 kreisfreie Stadt und schied damit aus dem Bezirksamt aus.

### Landkreis Berchtesgaden
Mit der Dritten Verordnung über den Neuaufbau des Reichs vom 28. November 1938 während der Zeit des Nationalsozialismus erhielten die Verwaltungsbezirke zum 1. Januar 1939 die Bezeichnung Landkreis. Somit ging das Bezirksamt Berchtesgaden in den Landkreis Berchtesgaden und die Zuständigkeit des Kreistags am 26. September 1939 auf den Landrat über.
Zum 1. April 1940 wurde die Stadt Bad Reichenhall in den Landkreis eingegliedert.
Nach dem Ende des Zweiten Weltkrieges wurden die Mitglieder des Kreistages durch die amerikanische Militärregierung berufen, ab 20. April 1946 erfolgte die Wahl des Kreistages durch die Bevölkerung.
Am 1. April 1948 wurde Bad Reichenhall wieder eine kreisfreie Stadt.
Nach dem Zweiten Weltkrieg strebte der Landeshauptmann des österreichischen Bundeslands Salzburg eine „Traungrenze“ an, damit wäre u. a. der Landkreis Berchtesgaden von Bayern nach Salzburg und damit zu Österreich übertragen worden.
Am 1. Oktober 1969 wurden die Gemeinden Marktschellenberg, Landschellenberg und Scheffau zur neuen Gemeinde Marktschellenberg zusammengeschlossen. Ab dem 1. Juli 1972 bildete im Rahmen der Gebietsreform in Bayern der Landkreis Berchtesgaden zusammen mit dem südlichen Teil des Landkreises Laufen und der kreisfreien Stadt Bad Reichenhall den neuen Landkreis Bad Reichenhall, der am 1. Mai 1973 in Landkreis Berchtesgadener Land umbenannt wurde. Die Kfz-Kennzeichen der vorherigen Landkreise blieben jedoch noch bis 1979 gültig. (→ siehe Abschnitt: Kfz-Kennzeichen)
Mit der Auflösung des Landkreises Berchtesgaden ging u. a. auch zeitgleich die Auflösung des Amtsgerichts Berchtesgaden einher.

### Einwohnerentwicklung
| Einwohnerentwicklung Bezirksamt Berchtesgaden – Landkreis Berchtesgaden | Einwohnerentwicklung Bezirksamt Berchtesgaden – Landkreis Berchtesgaden | Einwohnerentwicklung Bezirksamt Berchtesgaden – Landkreis Berchtesgaden | Einwohnerentwicklung Bezirksamt Berchtesgaden – Landkreis Berchtesgaden | Einwohnerentwicklung Bezirksamt Berchtesgaden – Landkreis Berchtesgaden | Einwohnerentwicklung Bezirksamt Berchtesgaden – Landkreis Berchtesgaden | Einwohnerentwicklung Bezirksamt Berchtesgaden – Landkreis Berchtesgaden |
| von 1864 bis 1972 | von 1864 bis 1972                                                       | von 1864 bis 1972                                                       | von 1864 bis 1972                                                       | von 1864 bis 1972                                                       | von 1864 bis 1972                                                       | von 1864 bis 1972                                                       |
| Jahr | Anzahl                                                                  | ev.                                                                     | röm.-kath.                                                              | sonst. christl.                                                         | jüd.                                                                    | sonst.                                                                  |
| --- | ----------------------------------------------------------------------- | ----------------------------------------------------------------------- | ----------------------------------------------------------------------- | ----------------------------------------------------------------------- | ----------------------------------------------------------------------- | ----------------------------------------------------------------------- |
| 1864 | 16.146                                                                  |                                                                         |                                                                         |                                                                         |                                                                         |                                                                         |
| 1885 | 16.820                                                                  |                                                                         |                                                                         |                                                                         |                                                                         |                                                                         |
| 1900 | 20.858                                                                  | 524 7)                                                                  | 20.304                                                                  | 17                                                                      | 10                                                                      | 3                                                                       |
| 1910 1) | 23.290                                                                  | 701                                                                     | 22.535                                                                  | o.A.                                                                    | o.A.                                                                    | 54                                                                      |
| 1925 | 27.888                                                                  | 1.834 7)                                                                | 25.915                                                                  | o.A.                                                                    | 60                                                                      | 79                                                                      |
| 1933 1) 2) | 20.648                                                                  | 1.132                                                                   | 19.444                                                                  | 1                                                                       | 2                                                                       | 69                                                                      |
| 1939 1) 2) | 27.015                                                                  | 1.945                                                                   | 24.395                                                                  | 51                                                                      | 0                                                                       | 624                                                                     |
| 1940 2) 3) | 30.499                                                                  |                                                                         |                                                                         |                                                                         |                                                                         |                                                                         |
| 1940 4) | 42.071                                                                  |                                                                         |                                                                         |                                                                         |                                                                         |                                                                         |
| 1950 5) 6) | 39.539                                                                  | 6.178                                                                   | 32.446                                                                  | o.A.                                                                    | o.A.                                                                    | 915                                                                     |
| 1961 2) 5) | 37.519                                                                  | 6.051                                                                   | 30.623                                                                  | o.A.                                                                    | o.A.                                                                    | 845                                                                     |
| 1970 5) | 39.085                                                                  |                                                                         |                                                                         |                                                                         |                                                                         |                                                                         |
| 1) Angaben zur Religionszugehörigkeit nach Michael Rademacher 2) Ohne Reichenhall 3) Vor Änderung der Kreisgrenze 4) Nach Änderung der Kreisgrenze am 1. April 1940 5) Volkszählungsergebnisse 1950, 1961 und 1970 6) Davon 11.085 Heimatvertriebene 7) 1900: Prot. u. Reform.; 1925: Ev. Luth. |                                                                         |                                                                         |                                                                         |                                                                         |                                                                         |                                                                         |

Am 30. Juni 1972 zählte der Landkreis Berchtesgaden 39.428 Einwohner auf einer Fläche von 624,41 km², der neue Landkreis Berchtesgadener Land ab 1. Juli 1972 hingegen 88.743 Einwohner auf einer Fläche von 839,82 km².

## Politik und Verwaltung

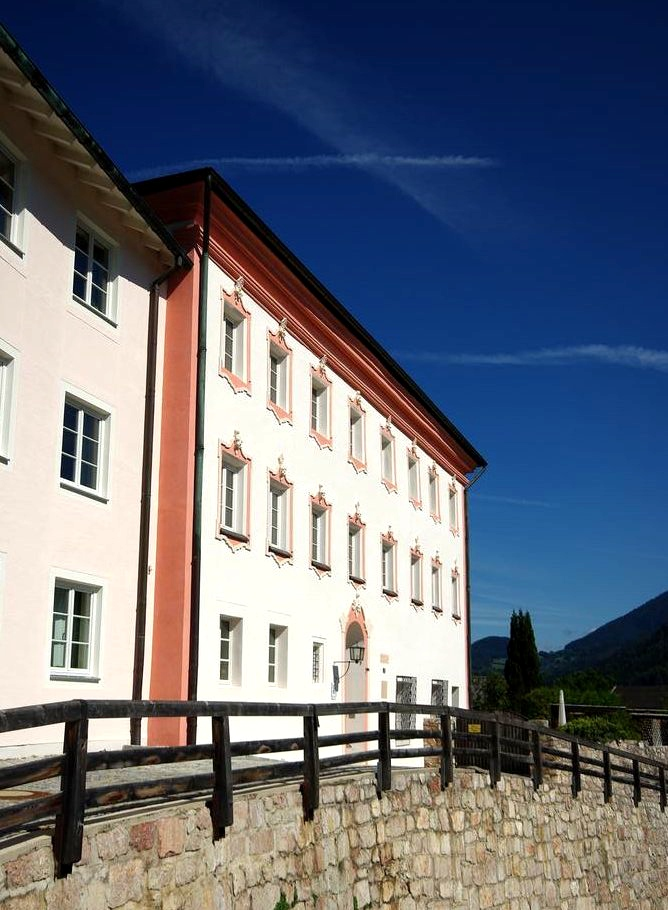
Ehemaliges Hofrichterhaus, ab 1828 Sitz des Landgerichts, ab 1862 des Bezirksamts und bis 1972 des Landratsamts

### Sitz von Bezirks- und Landratsamt
Das bereits für das Landgericht Berchtesgaden ab 1828 genutzte ehemalige Hofrichterhaus in Berchtesgaden (Doktorberg 4) war ab 1862 auch Sitz des Bezirksamts (bis 1868 inklusive des Amtsgerichts Berchtesgaden) und von 1939 bis 1972 des Landratsamts. Es ist ein als Baudenkmal (D-1-72-116-27) geschütztes Gebäude und wird derzeit (Stand: 2020) als Nebengebäude der Dienststelle Berchtesgaden des Finanzamtes Berchtesgaden-Laufen genutzt.
Ab 1862 trugen die Behördenleiter und Vorsteher eines bayerischen Amtssprengels (Amtsbezirk) den Titel „Bezirksamtmann“, ab dem 1. April 1920 „Bezirksoberamtmann“, ab 26. September 1939 schließlich Landrat.

### Bezirksamtsmänner, Bezirksoberamtmänner
Die Liste der Bezirksamtsmänner bzw. Bezirksoberamtmänner:
- 1862–1865 Felix von Ow (vermutl. ⚭ mit Josefa von Berchem und Vater von Sigismund Felix von Ow-Felldorf)
- 1865–1880 Raimund von Lurz
- 1880–1890 Max von Armansperg
- 1890–1893 Anton von Aretin
- 1893–1897 Karl du Moulin-Eckart auf Bertolzheim (vermutlich Onkel von Richard Du Moulin-Eckart und Großonkel von Karl Leon Du Moulin-Eckart)
- 1897–1899 Julius von der Heydte
- 1899–1902 Franz von Machenheim, genannt Bechtolsheim
- 1902–1906 Ernst von und zu Aufseß
- 1906–1909 Heinrich von Spreti
- 1909–1914 Hugo Graf von und zu Lerchenfeld auf Köfering und Schönberg
- 1914–1917 Karl von Leiningen–Westerburg
- 1917–1934 Alexander von Feilitzsch (am 16. September 1934 auf politischen Druck in den Ruhestand verabschiedet)[17]
- 1934–1939 Franz Froschmaier

Bezirksamtsaußenstelle in Bad Reichenhall
- 1917–1922 Friedrich von Moreau, Badkommissar[18]
- 1925–1929 Georg Spenkuch, Badkommissar[19]
- 1931–1935 Peter Anton von Brentano, Badkommissar[20]
- 1937–1942 Karl Theodor Jacob, Badkommissar,[21] später u. a. ab 1944 Landrat des ganzen Landkreises

### Landräte
- 1939–1941 Franz Froschmaier
- 1941 Heinz Blatt
- 1944–1945 Karl Theodor Jacob (im Mai 1945 von der amerikanischen Besatzungsmacht bestätigt, im Juli 1945 auf Anordnung der Besatzungsbehörde wieder abgelöst)
- 1945 Wilhelm Walter (von der Besatzungsbehörde bestellt)
- 1945 Ernst Mendrzyk (von der Besatzungsbehörde bestellt)
- 1945 Leopold Schmitt (von der Besatzungsbehörde bestellt, anschließend vom Kreistag demokratisch bestätigt)
- 1948–1964 Karl Theodor Jacob (1948 vom Kreistag gewählt, ab 1952 zweimal nach Direktwahl)
- 1964 Rudolf Rostock
- 1964–1972 Rudolf Müller (ab 1972 Landrat des neuen Landkreises Berchtesgadener Land)

### Wappen
| Wappen von Landkreis Berchtesgaden | Blasonierung: „Der Schild zeigt in Blau gekreuzt einen goldenen und einen silbernen Schlüssel, darüber ein silberner Reichsapfel mit goldenem Reifen und Kreuz, darunter ein silberner Salzfuderstock.“ |
| Wappen von Landkreis Berchtesgaden | Wappenbegründung: Die beiden Schlüssel sind das Symbol von St. Peter, dem Schutzpatron der ehemaligen Abtei und Fürstpropstei Berchtesgaden. Als eigenständiges Fürstentum war das Berchtesgadener Land direkt dem Kaiser unterstellt, was durch den Reichsapfel symbolisiert wird. (Die Landesgrenzen der Kernregion des Berchtesgadener Landes umschlossen ein nur geringfügig kleineres Gebiet als das des Landkreises Berchtesgaden ab 1948.) Der untere Teil zeigt einen Salzfuderstock (siehe auch Fuder, ein Eimer und zugleich Hohlmaß für den Salztransport), was auf die Salzgewinnung als historisch lange Zeit sehr bedeutsame Einnahmequelle der Region hinweist. Erteilt wurde das Wappen dem Landkreis Berchtesgaden am 16. Mai 1962. |

## Gemeinden
Der Landkreis Berchtesgaden umfasste zum Zeitpunkt seiner Einbindung in den Landkreis Berchtesgadener Land am 1. Juli 1972 folgende 18 Gemeinden:

Landkreis Berchtesgaden, Gemeindegrenzenkarte von 1961

(Die inzwischen eingemeindeten Gemeinden sind kursiv von den anderen abgesetzt.)
| Gemeinde 1972                 | heutige Gemeinde                                                                                  |
| ----------------------------- | ------------------------------------------------------------------------------------------------- |
| Anger                         | Anger                                                                                             |
| Aufham                        | Anger                                                                                             |
| Högl (teilweise jetzt Anger)  | Anger                                                                                             |
| Karlstein                     | Bad Reichenhall bis 1972 kreisfrei, seither Große Kreisstadt des Landkreises Berchtesgadener Land |
| Marzoll                       | Bad Reichenhall bis 1972 kreisfrei, seither Große Kreisstadt des Landkreises Berchtesgadener Land |
| Bayerisch Gmain               | Bayerisch Gmain                                                                                   |
| Berchtesgaden (Markt)         | Berchtesgaden                                                                                     |
| Au                            | Berchtesgaden                                                                                     |
| Maria Gern                    | Berchtesgaden                                                                                     |
| Salzberg                      | Berchtesgaden                                                                                     |
| Bischofswiesen                | Bischofswiesen                                                                                    |
| Marktschellenberg (Markt)     | Marktschellenberg                                                                                 |
| Scheffau                      | Marktschellenberg                                                                                 |
| Piding                        | Piding                                                                                            |
| Högl (teilweise jetzt Piding) | Piding                                                                                            |
| Ramsau bei Berchtesgaden      | Ramsau bei Berchtesgaden                                                                          |
| Schneizlreuth                 | Schneizlreuth                                                                                     |
| Weißbach a.d.Alpenstraße      | Schneizlreuth                                                                                     |
| Schönau                       | Schönau am Königssee                                                                              |
| Königssee                     | Schönau am Königssee                                                                              |

## Kfz-Kennzeichen
Bis 1945 wurde für den Landkreis als Teil Oberbayerns II B und nach dem Zweiten Weltkrieg als Teil der Amerikanischen Besatzungszone AB 27 als Kfz-Kennzeichen genutzt. Am 1. Juli 1956 wurde dem Landkreis bei der Einführung der bis heute gültigen Kfz-Kennzeichen das Unterscheidungszeichen BGD zugewiesen.
Das Kfz-Kennzeichen des Landkreises Berchtesgaden wurde auch nach dessen Auflösung im Zuge der Gebietsreform am 1. Juli 1972 noch gut sieben Jahre ausgegeben. Insbesondere wegen heftiger Proteste aus dem vormaligen Landkreis Berchtesgaden gegen den Verlust seines BGD wurde erst ab dem 1. August 1979 für den gesamten neuen Landkreis uneingeschränkt das Kfz-Kennzeichen BGL ausgegeben.
Mit der am 1. November 2012 in Kraft getretenen Reform der Fahrzeug-Zulassungsverordnung („Kennzeichenliberalisierung“) ist die Ausgabe von Altkennzeichen wieder zulässig. Nachdem sich 2013 erst noch eine knappe Mehrheit des Kreistages gegen diese Möglichkeit ausgesprochen hat, wird aufgrund eines Kreistagsbeschlusses vom 22. Juli 2016 auf Wunsch seit dem 15. September 2016 u. a. das Unterscheidungszeichen BGD im Landkreis Berchtesgadener Land wieder erhältlich – Regelkennzeichen bleibt aber ‚BGL‘.